# CCR5
CCR5, viết tắt của chemokine (C-C motif) receptor 5, là một thụ thể chemokine. Những chemokine tự nhiên gắn vào thụ thể này là RANTES, MIP-1 alpha và bêta. CCR5 cũng là tên của gene mã hóa cho thụ thể CCR5; nó nằm trên nhiễm sắc thể số 3. CCR5 biểu hiện trên Lympho T, đại thực bào,....
CCR5 đóng vai trò trong đáp ứng viêm nhưng chức năng chưa rõ ràng. HIV sử dụng CCR5 như một đồng thụ thể để xâm nhập vào tế bào.
CCR5 delta 32 là một khiếm khuyết di truyền ở người. Đột biến này tạo nên một thụ thể không chức năng và vì vậy ngăn chặn được sự xâm nhập của HIV R5 vào tế bào. Allele này được tìm thấy ở khoảng hơn 10% người Châu Âu, nhưng tiếc là rất hiếm ở người Châu Phi và Châu Á.